# اورمار تاندا
اورمار تاندا (به انگلیسی: Urmar Tanda) یک منطقهٔ مسکونی در هند است که در بخش هوشیارپور واقع شده‌است. اورمار تاندا ۱۲۸ کیلومتر مربع مساحت و ۲۳٬۴۱۹ نفر جمعیت دارد.